# Liste der Nummer-eins-Hits in Norwegen (2025)
Diese Liste der Nummer-eins-Hits basiert auf der offiziellen norwegischen Topplista (Top 100 Singles und Alben, bis Woche 13 Top 40) im Jahr 2025, veröffentlicht durch IFPI Norge.

## Singles
| ← 2024 ← | Liste der Nummer-eins-Hits in Norwegen | Liste der Nummer-eins-Hits in Norwegen    | Liste der Nummer-eins-Hits in Norwegen | |
| \| Zeitraum \| Wo. ges. \| Interpret \| Titel Autor(en) \| Zusätzliche Informationen \| \| (Zeitraum, Wochen auf Platz eins, Interpret, Titel, Autor[en], zusätzliche Informationen) \| \| \| \| \| \| ----------------------------------------------------------------------------------------- \| -------- \| ----------------------------------------- \| ------------------------------------------------------------------------------------------------------------------------------------------------------------------------------------------------------------------------------------------ \| --------------------------------------------------------------------------------------------------------------------------------------------------------------------------------------------------------------------------------- \| \| 1. Woche 1 Woche \| 1 \| Gracie Abrams \| That’s So True Gracie Madigan Abrams, Audrey Hobert \| – \| \| 2. Woche 1 Woche \| 1 \| Astrid S \| Det regner i Oslo Musik: Lars Eric Gustav Holm; Text: Ingela Birgitta Forsman \| Die Coverversion des Songs Det regnar i Stockholm der Schwedin Carola ist der vierte Nummer-eins-Hit seit 2012, der seinen Ursprung in der TV-Show Hver gang vi møtes hat, und der dritte für Astrid S. \| \| 3.–5. Woche 3 Wochen \| 3 \| Kjartan Lauritzen \| Fanga av ein stormvind Stephan Karl Berg \| Die zweite Nummer eins in Folge ist wieder ein ins Norwegische umgetextetes Cover von Carola aus Hver gang vi møtes. Die Schwedin hat damit 1991 den Eurovision Song Contest gewonnen. \| \| 6. Woche 1 Woche \| 1 \| Rosé feat. Bruno Mars \| Apt. Theron Makiel Thomas, Philip Martin Lawrence II, Michael Donald Chapman, Peter Gene Hernandez, Christopher Steven Brown, Rogét Lufti Chahayed, Park Chae-young, Nicholas Barry Chinn, Omer Fedi, Henry Russell Walter, Amy Rose Allen \| – \| \| 7. Woche 1 Woche \| 1 \| Astrid S & Stig Brenner \| Få det på Gerard Taylor, Jakob Bjørn-Hansen, Per Àki Sigurdsson Kvikne \| Es ist der zweite Nummer-eins-Hit und die sechste Chartsingle für Astrid S aus Hver gang vi møtes 2025, Kjartan Lauritzen ist ebenfalls zum zweiten Mal an der Spitze, diesmal nicht als Interpret, sondern als Urheber des Songs \| \| 8.–20. Woche 13 Wochen \| 13 \| Alex Warren \| Ordinary Alexander Warren Hughes, Adam Yaron, Caleb Shapiro, Margaret Elizabeth Chapman \| – \| \| 21. Woche 1 Woche \| 1 \| KAJ \| Bara bada bastu Ulf Kristofer Strandberg, Kevin Holmström, Axel Åhman, Jakob Norrgård, Robert Krzysztof Skowronski, Anderz Wrethov \| Der schwedische Beitrag zum Eurovision Song Contest 2025 landete beim Wettbewerb nicht ganz vorne, er ist aber in ganz Skandinavien ein Nummer-eins-Hit. \| \| 22. Woche 1 Woche \| 1 \| Ida-Lova \| Svagare än jag Ida-Lova Saga Lind, Ivan Kinell, Joakim Buddee \| Der nächste schwedische Hit übernimmt Platz 1, diesmal war TikTok für den grenzüberschreitenden Erfolg verantwortlich; in Schweden erreichte Ida-Lova Platz 2.[1] \| \| 23.–32. Woche 10 Wochen \| 10 \| Ari Bajgora \| Falle og slå seg Aadne Eriksen Haaland, Andrew Sompohi Murray Baardsen, Ari Bajgora, Christian Pehrson Balvig \| – \| \| 33. Woche 1 Woche \| 1 \| Huntr/x feat. Ejae, Audrey Nuna & Rei Ami \| Golden Kim Eun-jae, Mark Sonnenblick \| – \| |                                        |                                           | | |
| ← 2024 |                                        |                                           | | |
| Zeitraum | Wo. ges.                               | Interpret                                 | Titel Autor(en) | Zusätzliche Informationen |
| (Zeitraum, Wochen auf Platz eins, Interpret, Titel, Autor[en], zusätzliche Informationen) |                                        |                                           | | |
| 1. Woche 1 Woche | 1                                      | Gracie Abrams                             | That’s So True Gracie Madigan Abrams, Audrey Hobert | – |
| 2. Woche 1 Woche | 1                                      | Astrid S                                  | Det regner i Oslo Musik: Lars Eric Gustav Holm; Text: Ingela Birgitta Forsman | Die Coverversion des Songs Det regnar i Stockholm der Schwedin Carola ist der vierte Nummer-eins-Hit seit 2012, der seinen Ursprung in der TV-Show Hver gang vi møtes hat, und der dritte für Astrid S.                           |
| 3.–5. Woche 3 Wochen | 3                                      | Kjartan Lauritzen                         | Fanga av ein stormvind Stephan Karl Berg | Die zweite Nummer eins in Folge ist wieder ein ins Norwegische umgetextetes Cover von Carola aus Hver gang vi møtes. Die Schwedin hat damit 1991 den Eurovision Song Contest gewonnen.                                            |
| 6. Woche 1 Woche | 1                                      | Rosé feat. Bruno Mars                     | Apt. Theron Makiel Thomas, Philip Martin Lawrence II, Michael Donald Chapman, Peter Gene Hernandez, Christopher Steven Brown, Rogét Lufti Chahayed, Park Chae-young, Nicholas Barry Chinn, Omer Fedi, Henry Russell Walter, Amy Rose Allen | – |
| 7. Woche 1 Woche | 1                                      | Astrid S & Stig Brenner                   | Få det på Gerard Taylor, Jakob Bjørn-Hansen, Per Àki Sigurdsson Kvikne | Es ist der zweite Nummer-eins-Hit und die sechste Chartsingle für Astrid S aus Hver gang vi møtes 2025, Kjartan Lauritzen ist ebenfalls zum zweiten Mal an der Spitze, diesmal nicht als Interpret, sondern als Urheber des Songs |
| 8.–20. Woche 13 Wochen | 13                                     | Alex Warren                               | Ordinary Alexander Warren Hughes, Adam Yaron, Caleb Shapiro, Margaret Elizabeth Chapman | – |
| 21. Woche 1 Woche | 1                                      | KAJ                                       | Bara bada bastu Ulf Kristofer Strandberg, Kevin Holmström, Axel Åhman, Jakob Norrgård, Robert Krzysztof Skowronski, Anderz Wrethov | Der schwedische Beitrag zum Eurovision Song Contest 2025 landete beim Wettbewerb nicht ganz vorne, er ist aber in ganz Skandinavien ein Nummer-eins-Hit.                                                                          |
| 22. Woche 1 Woche | 1                                      | Ida-Lova                                  | Svagare än jag Ida-Lova Saga Lind, Ivan Kinell, Joakim Buddee | Der nächste schwedische Hit übernimmt Platz 1, diesmal war TikTok für den grenzüberschreitenden Erfolg verantwortlich; in Schweden erreichte Ida-Lova Platz 2.                                                                    |
| 23.–32. Woche 10 Wochen | 10                                     | Ari Bajgora                               | Falle og slå seg Aadne Eriksen Haaland, Andrew Sompohi Murray Baardsen, Ari Bajgora, Christian Pehrson Balvig | – |
| 33. Woche 1 Woche | 1                                      | Huntr/x feat. Ejae, Audrey Nuna & Rei Ami | Golden Kim Eun-jae, Mark Sonnenblick | – |

## Alben
| ← 2024 ← | Liste der Nummer-eins-Hits in Norwegen | Liste der Nummer-eins-Hits in Norwegen | Liste der Nummer-eins-Hits in Norwegen     |                           |
| \| Zeitraum \| Wo. ges. \| Interpret \| Titel \| Zusätzliche Informationen \| \| (Zeitraum, Wochen auf Platz eins, Interpret, Titel, zusätzliche Informationen) \| \| \| \| \| \| ------------------------------------------------------------------------------ \| -------- \| ----------------- \| ------------------------------------------ \| ------------------------- \| \| 1.–2. Woche 2 Wochen (insgesamt 15) \| 15 \| Sabrina Carpenter \| Short n’ Sweet \| – \| \| 3.–4. Woche 2 Wochen (insgesamt 6) \| 6 \| Marstein \| Frihet i lenker \| – \| \| 5. Woche 1 Woche \| 1 \| Central Cee \| Can’t Rush Greatness \| – \| \| 6.–7. Woche 2 Wochen \| 2 \| The Weeknd \| Hurry Up Tomorrow \| – \| \| 8. Woche 1 Woche (insgesamt 15) \| 15 \| Sabrina Carpenter \| Short n’ Sweet \| – \| \| 9.–10. Woche 2 Wochen \| 2 \| Tate McRae \| So Close to What \| – \| \| 11. Woche 1 Woche \| 1 \| Lady Gaga \| Mayhem \| – \| \| 12. Woche 1 Woche \| 1 \| Playboi Carti \| Music \| – \| \| 13.–16. Woche 4 Wochen (insgesamt 15) \| 15 \| Sabrina Carpenter \| Short n’ Sweet \| – \| \| 17. Woche 1 Woche (insgesamt 2) \| 2 \| Alex Warren \| You’ll Be Alright, Kid (Chapter 1) \| – \| \| 18. Woche 1 Woche (insgesamt 11) \| 11 \| Billie Eilish \| Hit Me Hard and Soft \| – \| \| 19. Woche 1 Woche \| 1 \| Undergrunn \| Memoarer \| – \| \| 20. Woche 1 Woche (insgesamt 3) \| 3 \| Tobias Sten \| Tobias Sten \| – \| \| 21. Woche 1 Woche \| 1 \| Morgan Wallen \| I’m the Problem \| – \| \| 22. Woche 1 Woche (insgesamt 3) \| 3 \| Tobias Sten \| Tobias Sten \| – \| \| 23.–28. Woche 6 Wochen \| 6 \| Ari Bajgora \| Valget å gå, og vi gikk \| – \| \| 29. Woche 1 Woche \| 1 \| Justin Bieber \| Swag \| – \| \| 30. Woche 1 Woche (insgesamt 2) \| 2 \| Alex Warren \| You’ll Be Alright, Kid (Chapter 1) \| – \| \| 31. Woche 1 Woche (insgesamt 3) \| 3 \| Tobias Sten \| Tobias Sten \| – \| \| 32. Woche 1 Woche \| 1 \| (Soundtrack) \| KPop Demon Hunters (From the Netflix Film) \| – \| |                                        |                                        |                                            |                           |
| ← 2024 |                                        |                                        |                                            |                           |
| Zeitraum | Wo. ges.                               | Interpret                              | Titel                                      | Zusätzliche Informationen |
| (Zeitraum, Wochen auf Platz eins, Interpret, Titel, zusätzliche Informationen) |                                        |                                        |                                            |                           |
| 1.–2. Woche 2 Wochen (insgesamt 15) | 15                                     | Sabrina Carpenter                      | Short n’ Sweet                             | –                         |
| 3.–4. Woche 2 Wochen (insgesamt 6) | 6                                      | Marstein                               | Frihet i lenker                            | –                         |
| 5. Woche 1 Woche | 1                                      | Central Cee                            | Can’t Rush Greatness                       | –                         |
| 6.–7. Woche 2 Wochen | 2                                      | The Weeknd                             | Hurry Up Tomorrow                          | –                         |
| 8. Woche 1 Woche (insgesamt 15) | 15                                     | Sabrina Carpenter                      | Short n’ Sweet                             | –                         |
| 9.–10. Woche 2 Wochen | 2                                      | Tate McRae                             | So Close to What                           | –                         |
| 11. Woche 1 Woche | 1                                      | Lady Gaga                              | Mayhem                                     | –                         |
| 12. Woche 1 Woche | 1                                      | Playboi Carti                          | Music                                      | –                         |
| 13.–16. Woche 4 Wochen (insgesamt 15) | 15                                     | Sabrina Carpenter                      | Short n’ Sweet                             | –                         |
| 17. Woche 1 Woche (insgesamt 2) | 2                                      | Alex Warren                            | You’ll Be Alright, Kid (Chapter 1)         | –                         |
| 18. Woche 1 Woche (insgesamt 11) | 11                                     | Billie Eilish                          | Hit Me Hard and Soft                       | –                         |
| 19. Woche 1 Woche | 1                                      | Undergrunn                             | Memoarer                                   | –                         |
| 20. Woche 1 Woche (insgesamt 3) | 3                                      | Tobias Sten                            | Tobias Sten                                | –                         |
| 21. Woche 1 Woche | 1                                      | Morgan Wallen                          | I’m the Problem                            | –                         |
| 22. Woche 1 Woche (insgesamt 3) | 3                                      | Tobias Sten                            | Tobias Sten                                | –                         |
| 23.–28. Woche 6 Wochen | 6                                      | Ari Bajgora                            | Valget å gå, og vi gikk                    | –                         |
| 29. Woche 1 Woche | 1                                      | Justin Bieber                          | Swag                                       | –                         |
| 30. Woche 1 Woche (insgesamt 2) | 2                                      | Alex Warren                            | You’ll Be Alright, Kid (Chapter 1)         | –                         |
| 31. Woche 1 Woche (insgesamt 3) | 3                                      | Tobias Sten                            | Tobias Sten                                | –                         |
| 32. Woche 1 Woche | 1                                      | (Soundtrack)                           | KPop Demon Hunters (From the Netflix Film) | –                         |